# Sur la même longueur d'ondes (album)
Pour les articles homonymes, voir Sur la même longueur d'ondes.
Albums de Diane Dufresne
À part de d'ça, j'me sens ben - Opéra-cirque
(1973) Maman, si tu m'voyais... tu s'rais fière de ta fille!
(1977)
Sur la même longueur d'ondes est le troisième album de la chanteuse québécoise Diane Dufresne paru en 1975. 
Le titre du magazine français Sur la même longueur d'ondes, spécialisé dans la musique francophone, est un clin d'œil à l'album.

## Édition33 Tours

### Liste des titres
| 1. | Sur la même longueur d'ondes | Luc Plamondon | François Cousineau | 4:28 |
| 2. | Ça m'donne les bleus         | Luc Plamondon | François Cousineau | 4:18 |
| 3. | Partir pour Acapulco         | Luc Plamondon | François Cousineau | 5:58 |
| 4. | Ville et mort blues          | Luc Plamondon | François Cousineau | 2:45 |
| 5. | Actualités                   | Luc Plamondon | François Cousineau | 5:15 |

| 1. | Les hauts et les bas d'une hôtesse de l'air | Luc Plamondon | François Cousineau | 6:36 |
| 2. | J'ai besoin d'un chum                       | Luc Plamondon | François Cousineau | 3:04 |
| 3. | Chanson pour Elvis                          | Luc Plamondon | François Cousineau | 4:27 |
| 4. | Le playboy de mes rêves                     | Luc Plamondon | François Cousineau | 3:15 |
| 5. | J'ai vendu mon âme au rock 'n' roll         | Luc Plamondon | François Cousineau | 2:45 |
| 6. | Message extra-terrestre                     | Luc Plamondon | François Cousineau | 2:31 |

## Crédits
- Musiciens :
  - Claviers: Piano, piano électrique, orgue, synthétiseur, chœurs : François Cousineau
  - Orgue, Piano électrique, Basse : Jimmy Tanaka
  - Ondes Martenot : Marie Bernard
  - Guitares : Gene Kurtz, Michel Robidoux, Jean-Pierre Lauzon, Red Mitchell
  - Basse : Gene Kurtz
  - Batterie : Richard Provencal
  - Timbales : Roger Simard
  - Cuica : Luc Cousineau
  - Conga : Jimmy Tanaka
  - Trompette : Allen Rubin, Roger Walls
  - Trombone : Dave Taylor, Gary Nagels
  - Saxophones : John Lissauer, Lon Delgatto, Carlisle Miller
  - Harmonica : Claude Garden
  - Chœurs : France Castel, Judy Richards, Marie-Lou Gauthier, Monique Fauteux, Charles Linton, Los tres compadres, Claude Garden, Jimmy Tanaka, Luc Cousineau, Luc Plamondon, Charles Linton.
- Arrangements des titres A1, A2, B1, B2, B5 : John Lissauer
- Ingénieur du son : Ian Terry assisté de Paul Pagé
- Mastering : Bill Kipper
- Photos : Reggie Perron
- Graphisme : Raynald Connolly
- Assistant de production : Luc Plamondon
- Production, arrangements et orchestrations : François Cousineau